# Freddie Slater
Freddie Slater (Stratford-upon-Avon, 9 de agosto de 2008) é um automobilista britânico que competiu no Campeonato de Fórmula 3 da FIA pela equipe AIX Racing, e também compete no Campeonato de Fórmula Regional Europeia pela equipe Prema Racing e em rodadas selecionadas do Campeonato GB3 pela equipe Hillspeed. Foi campeão da Ginetta Junior Winter Series em 2022, da Ginetta Junior em 2023, do Campeonato dos Emirados Árabes Unidos de Fórmula 4 e do Campeonato Italiano de Fórmula 4 em 2024.

## Biografia
Freddie Slater é natural de Stratford-upon-Avon, cidade do condado de Warwickshire, na Inglaterra. Seu pai, Adrian, comanda ao lado de sua tia, Tania, a empresa de produtos de banho e cosméticos de luxo Baylis & Harding, que foi herdada dos avós do piloto. Adrian Slater também patrocina competições e eventos automobilísticos do Reino Unido, além de ter participado de competições da Porsche, e Mark Sumpter, padrinho de Freddie, também tem vínculos com a marca alemã. Freddie é o mais velho de cinco irmãos, e dois deles, Alfie e Bobby, também estão iniciando carreira automobilística.

## Carreira

### Anos iniciais
Slater se iniciou no kart aos cinco anos, obtendo diversas vitórias nacionais e regionais, como o Campeonato Mundial de Kart Júnior de KF3 em 2020, e o Europeu de Kart nos anos de 2021 e 2023.
Em 2022, ele disputou o Campeonato Ginetta Júnior, se tornando o piloto mais jovem a vencer o Troféu de Inverno. Em 2023, ele foi o campeão dominante da categoria principal da Ginetta, ao fazer dezoito pódios nas vinte e uma provas que disputou, com dezesseis destes sendo vitórias, e tendo como pior resultado um sexto lugar.

### Fórmula 4

#### 2023

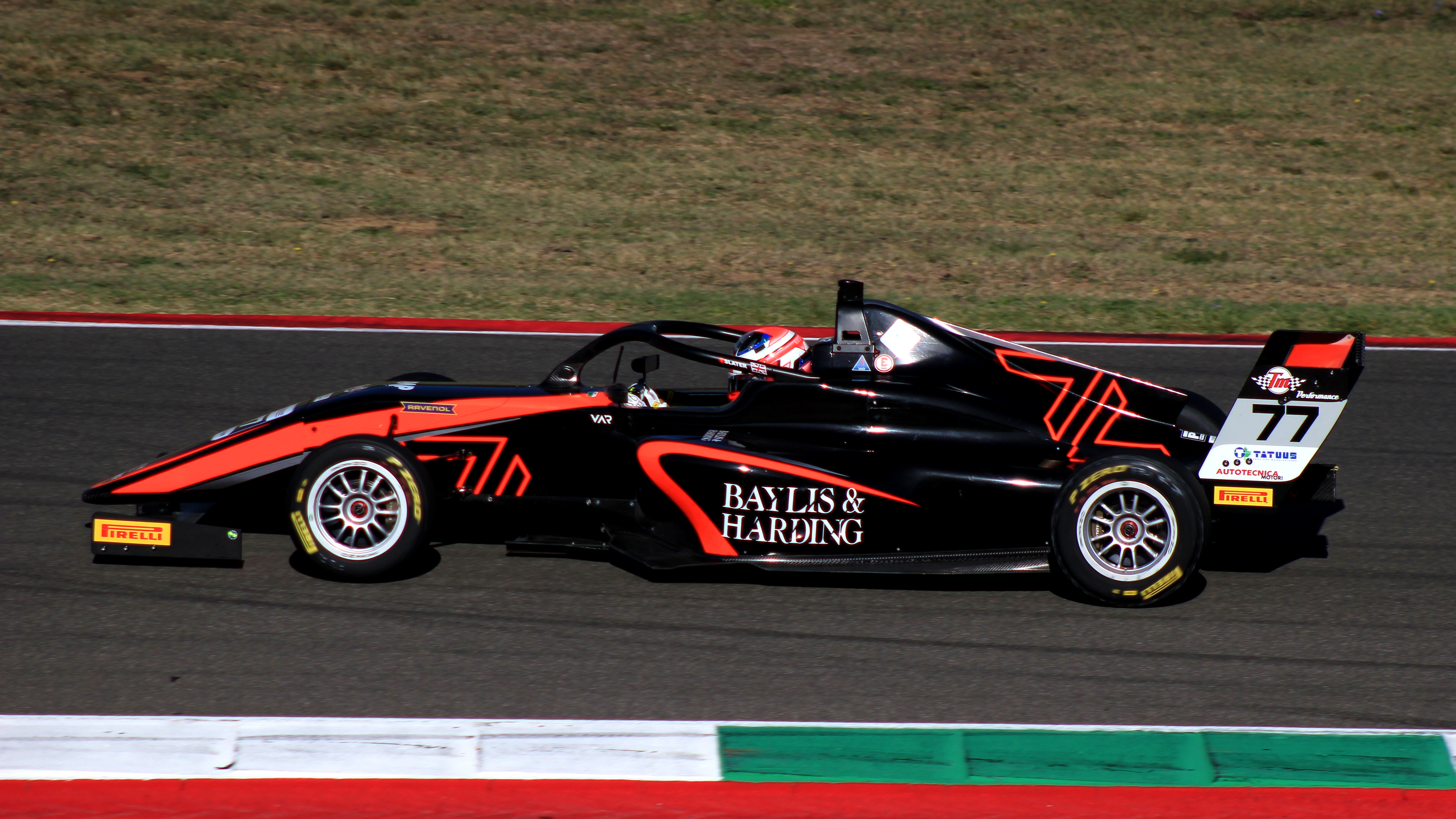
Slater no Circuito de Mugello, em prova da F4 Italiana de 2023

Slater fez sua estreia nos monopostos em agosto de 2023, ao se juntar à Double R Racing no Campeonato Britânico de Fórmula 4. Em sua prova de estreia, foi quarto colocado, resultado que repetiu mais duas vezes, e fez a melhor volta em sua terceira corrida. Em setembro, Slater disputou a segunda e a terceira rodada do Campeonato Euro 4 pela Prema Racing, marcando sua estreia com a equipe, e seu maior êxito foi o quarto lugar na corrida 2 de Monza. Mais tarde naquele mês, Slater participou da sexta e da sétima rodadas da Fórmula 4 Italiana com a Van Amersfoort Racing, com o quinto lugar na segunda corrida em Vallelunga sendo seu melhor resultado.

#### 2024
Slater começou 2024 participando do Campeonato dos Emirados Árabes Unidos de Fórmula 4 com a Mumbai Falcons. Com duas vitórias e seis pódios, o britânico se sagrou campeão, desbancando seu companheiro de equipe Kean Nakamura-Berta por apenas quatro pontos.

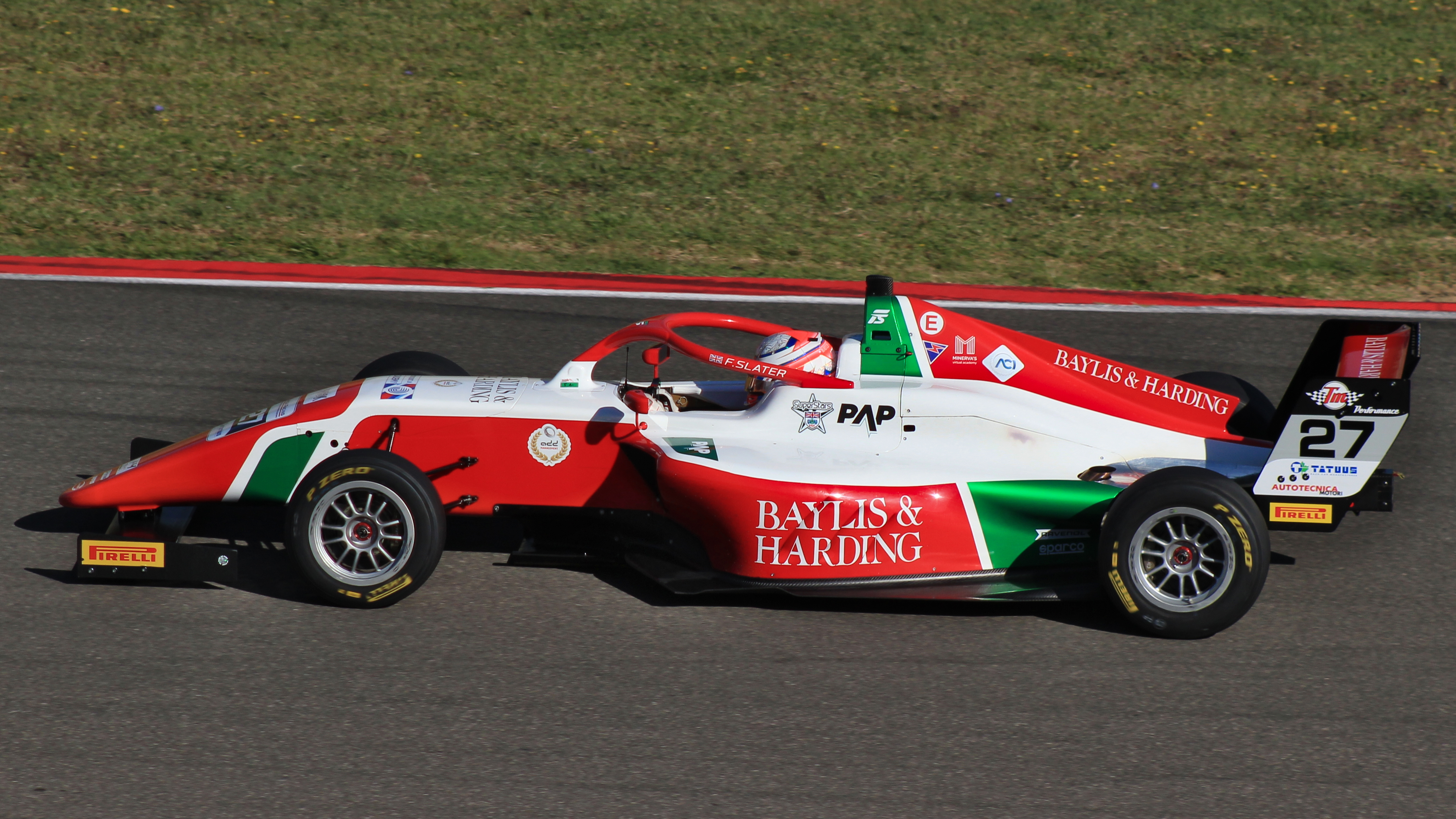
Slater na etapa de Mugello da F4 Italiana de 2024

Para sua campanha principal, Slater fez a temporada completa da F4 Italiana com a Prema Racing. Dominou desde o início da temporada, o que levou a revista Autosport a incluí-lo na lista dos cinco pilotos que podem se tornar os próximos vencedores britânicos da Fórmula 1 no futuro. Slater foi coroado campeão da temporada durante a Corrida 2 da sexta rodada no Circuito de Barcelona-Catalunha, ao conquistar sua 13ª vitória, e terminou o ano com dezesseis pódios em vinte corridas, com 15 destes sendo vitórias, além de ter feito mais 11 pole positions e 10 voltas mais rápidas. Seus resultados lhe permitiram ser o piloto com mais vitórias em uma temporada da F4 Italiana, recorde que antes pertencia a Andrea Kimi Antonelli, vencedor de 13 provas em 2022. Slater também alcançou a maior diferença de pontos na história da série, com 143 pontos separando-o do segundo colocado Jack Beeton.
Slater fez a temporada completa da Euro 4, também pela Prema Racing. Conquistou duas vitórias e 106 pontos, sendo vice-campeão com dezoito pontos a menos do que o indiano Akshay Bohra, campeão da temporada.

### Campeonato GB3
Em setembro de 2024, foi anunciado que Slater faria sua estreia no Campeonato GB3 em Donington Park com a Rodin Motorsport. Pontuou nas três provas, com um quarto lugar na corrida 2 sendo seu melhor resultado.
Para 2025, Slater foi escalado para competir em rodadas selecionadas do GB3 com a Hillspeed. Sua primeira participação foi na rodada de abertura do campeonato, em Silverstone, onde o britânico venceu as corridas 1 e 2 de forma dominante, mas foi apenas 13º colocado na corrida 3. Ele retornou em Spa-Francorchamps, onde foi nono colocado na corrida 1 e oitavo na corrida 2. Na terceira prova, que contou com pista molhada, Slater largou em último lugar, mas após ter êxito numa arriscada estratégia de pneus, conseguiu superar os adversários e conquistar sua terceira vitória na temporada.

### Fórmula Regional
Slater fez sua estreia na Fórmula Regional com a SJM Theodore Prema Racing na Copa do Mundo de Fórmula Regional da FIA, que ele não terminou por conta de um acidente na última volta, mas foi classificado em 13º, pois completou 85% da corrida. Ele passou a maior parte da corrida em quarto, mas bateu nas barreiras ao tentar ultrapassar Noel León, que estava em 3º.
Durante a pré-temporada, Slater competiu no Campeonato de Fórmula Regional do Oriente Médio com a Mumbai Falcons, ao lado de Rashid Al Dhaheri, Jack Beeton e Reza Seewooruthun. Começou fazendo duas poles e vencendo duas das três corridas da rodada de abertura em Yas Marina, triunfando mais duas vezes durante as corridas um e três da quarta rodada, realizada nesse mesmo circuito. Slater disputou o título com Evan Giltaire da ART Grand Prix, mas acabou com o vice-campeonato, somando um total de 228 pontos e quatro vitórias.
A Prema contratou Slater para disputar a Fórmula Regional Europeia em 2025. Ele fez a pole na corrida de abertura, em Misano, mas uma colisão o impediu de brigar pela vitória. Seu primeiro pódio veio logo em sequência, na qual ele terminou em segundo lugar na corrida 2 de Misano, e sua primeira vitória veio na rodada seguinte, durante a corrida 1 de Spa-Francorchamps. A segunda vitória veio na corrida 1 de Zandvoort, na qual ele ultrapassou o pole Pedro Clerot na largada e assumiu momentaneamente a liderança do campeonato. Slater triunfou pela terceira vez na corrida 2 de Hungaroring, mas o ápice veio na rodada seguinte, em Paul Ricard, onde ele venceu as duas provas e voltou a ser líder do campeonato.

### Fórmula 3
Em outubro de 2024, Slater participou dos testes de pós-temporada em Jerez e Barcelona com a Rodin Motorsport.
Em março de 2025, Slater se juntou à AIX Racing para participar do teste de temporada realizado no Barém. Em abril, foi anunciado que ele faria sua estreia pelo time em Sakhir, no lugar de Nikita Bedrin. Conquistou um pódio ao ser segundo colocado na corrida sprint, tendo brigado pela vitória com o experiente Nikola Tsolov e feito a melhor volta, mas abandonou a corrida principal. Ele foi substituído por Brad Benavides na rodada seguinte.
Em julho, a Hitech anunciou que Slater pilotaria o carro de número 15 na rodada de Spa-Francorchamps, com o britânico assumindo o assento ocupado anteriormente por Nikita Johnson, Jesse Carrasquedo Jr. e Joshua Dufek.

## Resultados

### Resumo da carreira
| Temporada | Categoria                                    | Equipe                        | Corridas | Vitórias | Poles | V.M.R. | Pódios | Pontos | Posição |
| --------- | -------------------------------------------- | ----------------------------- | -------- | -------- | ----- | ------ | ------ | ------ | ------- |
| 2022      | Campeonato Ginetta Junior                    | R Racing                      | 9        | 0        | 0     | 0      | 0      | 133    | 15º     |
| 2022      | Ginetta Junior Winter Series                 | R Racing                      | 4        | 3        | 1     | 2      | 3      | ?      | 1º      |
| 2023      | Campeonato Ginetta Junior                    | R Racing                      | 20       | 16       | 13    | 6      | 18     | 660    | 1º      |
| 2023      | Fórmula 4 Britânica                          | Double R Racing               | 6        | 0        | 0     | 1      | 0      | 52     | 17º     |
| 2023      | Fórmula 4 Italiana                           | Van Amersfoort Racing         | 6        | 0        | 0     | 0      | 0      | 24     | 16º     |
| 2023      | Campeonato Euro 4                            | Prema Racing                  | 6        | 0        | 1     | 0      | 0      | 30     | 10º     |
| 2023      | Fórmula 4 dos Emirados Árabes - Trophy Round | Prema Racing                  | 2        | 0        | 0     | 0      | 1      | N/A    | NC      |
| 2023      | Corrida de Macau de Fórmula 4                | SJM Theodore Prema Racing     | 1        | 0        | 0     | 0      | 0      | N/A    | 9º      |
| 2024      | Fórmula 4 dos Emirados Árabes                | Mumbai Falcons Racing Limited | 15       | 2        | 0     | 4      | 6      | 172    | 1º      |
| 2024      | Fórmula 4 Italiana                           | Prema Racing                  | 20       | 15       | 11    | 10     | 16     | 383    | 1º      |
| 2024      | Campeonato Euro 4                            | Prema Racing                  | 9        | 2        | 2     | 1      | 4      | 106    | 2º      |
| 2024      | Campeonato GB3                               | Rodin Motorsport              | 3        | 0        | 0     | 0      | 0      | 51     | 22º     |
| 2024      | Grande Prêmio de Macau                       | SJM Theodore Prema Racing     | 1        | 0        | 0     | 0      | 0      | 0      | 13º     |
| 2025      | Fórmula Regional do Oriente Médio            | Mumbai Falcons Racing Limited | 15       | 4        | 4     | 4      | 5      | 228    | 2º      |
| 2025      | Fórmula Regional Europeia                    | Prema Racing                  | 10       | 5        | 4     | 4      | 7      | 168*   | 1º*     |
| 2025      | Campeonato GB3                               | Hillspeed                     | 6        | 3        | 2     | 4      | 3      | 130    | 10º*    |
| 2025      | Fórmula 3                                    | AIX Racing                    | 2        | 0        | 0     | 1      | 1      | 10     | 24º*    |
| 2025      | Fórmula 3                                    | Hitech TGR                    | 0        | 0        | 0     | 0      | 0      | 10     | 24º*    |

(*) Temporada ainda em andamento.